# Епархия Ипра
Епархия Ипра (лат. Dioecesis Yprensis) — титулярная епархия Римско-Католической церкви с центром в городе Ипр (в 1559-1801 годах Франция, ныне Бельгия).

## История
12 мая 1559 года Римский папа Павел IV издал буллу Super Universas, которой учредил епархию Ипра, выделив её из епархий Турне и Теруана. В этот же день епархия Ипра вошла в митрополию Мехелена (сегодня — Архиепархия Мехелена-Брюсселя).
29 ноября 1801 года после конкордата с Францией Римский папа Пий VII издал буллу Qui Christi Domini, которой упразднил епархию Ипра и передал её территорию епархии Гента.
С 1969 года епархия Ипра является титулярной епархией.

## Ординарии епархии
- епископ Мартен Бодуэн (10.03.1561 — 9.10.1583);
- епископ Пьер Симон (3.09.1584 — 5.10.1605);
- епископ Шарль Мас (21.05.1607 — 18.08.1610) — назначен епископом Гента;
- епископ Жан Вишер (25.10.1610 — 26.05.1613);
- епископ Антуан де Эннен (9.12.1613 — 1.12.1626);
- епископ Жорж Шамберлен (29.05.1628 — 19.12.1634);
- епископ Корнелий Янсений (21.07.1636 — 6.05.1638);
- епископ Жосс Букар (16.09.1641 — 1.11.1646);
  - Sede vacante (1646—1654);
- епископ Франсуа де Робль (6.07.1654 — 18.05.1659);
  - Sede vacante (1659—1664);
- епископ Мартен Пра (10.11.1664 — 7.10.1671);
- епископ Анри Ван Халмале (12.09.1672 — 19.04.1676);
- епископ Виллемус Эримекс (13.09.1677 — 15.08.1678);
- епископ Якобус Ван Льер (1679 — 15.12.1693);
- епископ Мартен де Ратабон (12.10.1693 — 5.01.1713);
- епископ Шарль-Франсуа де Лаваль де Монморанси (13.02.1713 — 26.08.1713);
  - Sede vacante (1713—1721);
- епископ Жан-Батист де Сме (3.02.1721 — 6.08.1731) — назначен епископом Гента;
- епископ Виллемус Дельво (31.03.1732 — 12.10.1761);
- епископ Феликс Жозефус Юбертус де Вавран (14.06.1762 — 27.10.1784);
- епископ Шарль Александр д'Арбер э де Валанжен (19.12.1785 — 29.11.1801).

## Титулярные епископы
- архиепископ Жозеф Меес (14.06.1969 — 9.12.2001) — нунций в ЮАР;
- архиепископ Густааф Йоос (7.10.2003 — 21.10.2003) — кардинал с 21.10.2003 года;
- епископ Жак Андре Блакар (28.06.2006 — 27.07.2010) — назначен епископом Орлеана;
- епископ Жан Кокероль (22.02.2011 — по настоящее время).

## Источник
- Pius Bonifacius Gams, Series episcoporum Ecclesiae Catholicae, Leipzig, 1931, стр. 251—252  (лат.)
- Konrad Eubel, Hierarchia Catholica Medii Aevi, vol. 3 Архивная копия от 21 марта 2019 на Wayback Machine, стр. 338; vol. 4 Архивная копия от 4 октября 2018 на Wayback Machine, стр. 374—375; vol. 5, стр. 420; vol. 6, стр. 447  (лат.)
- Булла Super universas, Bullarum diplomatum et privilegiorum sanctorum Romanorum pontificum Taurinensis editio, Vol. VI, стр. 559—565  (лат.)